# Boufatis
Boufatis (în arabă بوفاطيس) este o comună din provincia Oran, Algeria.
Populația comunei este de 11.872 de locuitori (2009).